# Парк Хейвадай
Парк Хейвадай (яп. 平和台公園) або Парк миру Міядзакі— муніципальний парк у Міядзакі, в префектурі Міядзакі на японському острові Кюсю. Популярне місце для медового місяця серед японських пар, в цьому парку побудована «Вежа Миру» яка викликає суперечки через своє місце в історії Японської імперії.

## Опис парку
Парк Хейвадай розташований в міста Міядзакі. Його площа становить 66,8 гектара. У парку знаходиться святилище Міядзакі, яке присвячене японському імператору Дзімму, який за легендою походить з регіону Міядзакі.

## Історія
Парк Хейвадай був побудований в 1939 році на честь 2600-річчя заснування Японської імперії. У цьому парку побудували в 1940 році Вежу «Хакко Ічіу», пізніше перейменована на «Вежу миру». Коли в 1960 році японська принцеса Такако Сімадзу провела там медовий місяць, парк став улюбленим місцем для японських молодят. Через декілька років Парк Хібія був визначений «парком побратимом» Парку Хейвадаї, це трапилось в 1965 році на церемонії, під час якої Парк Хейвадай отримав голубів від Хібія.

## Сад Ханіва

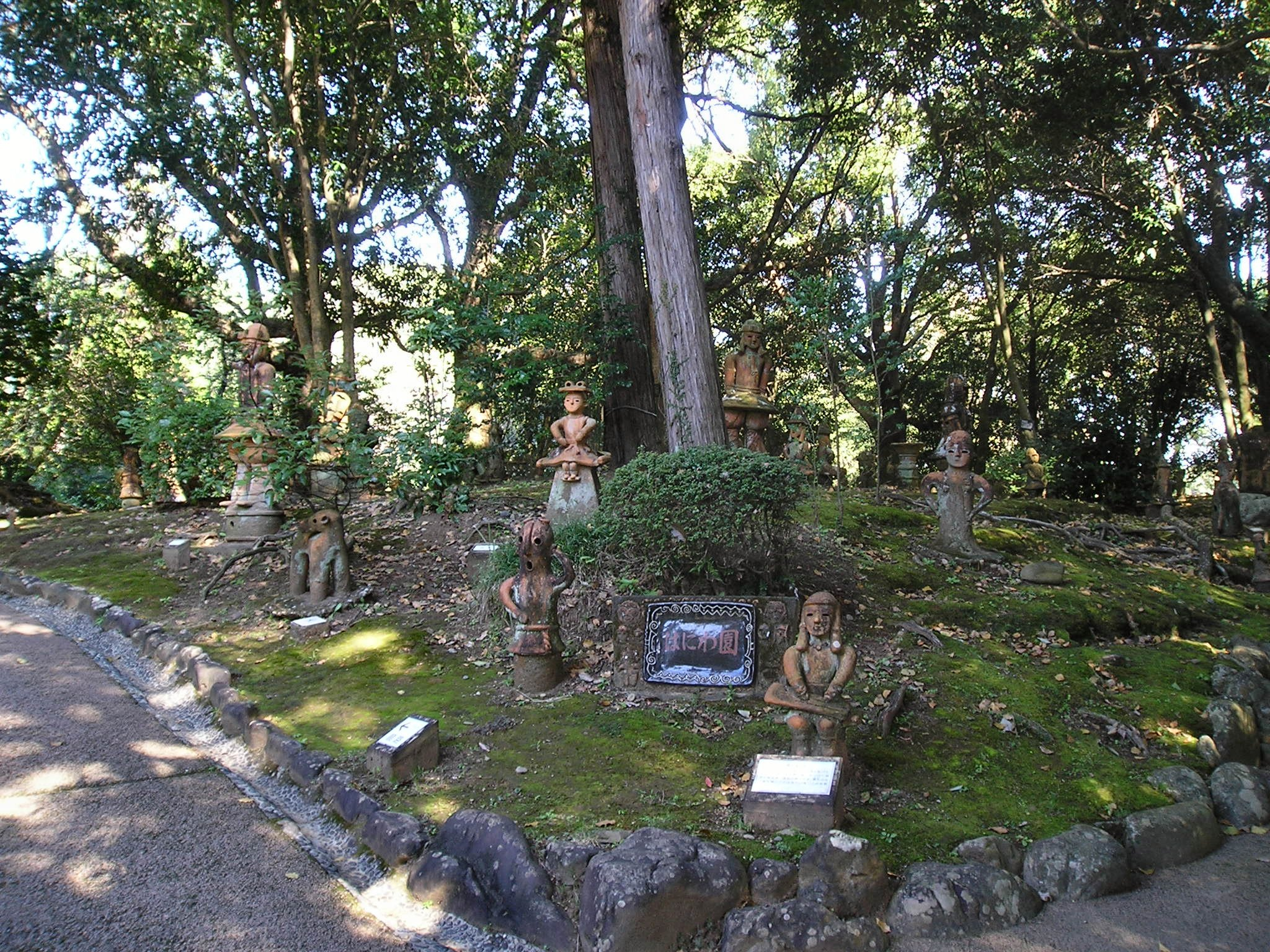
Сад Ханіва

Сад Ханіва, площею 9000 квадратних метрів, розташований на північ від «Вежі Миру». Головною особливістю саду Ханіва є понад 400 ханіва (фігур з теракотової глини), які розміщені вздовж доріжок у цьому саду. Це глиняні копії поховання «ханіва», які були спочатку розкопані на місці. Ці фігури мають форму тварин, човнів, танцюристів, будинків і воїнів.

## Вежа Миру

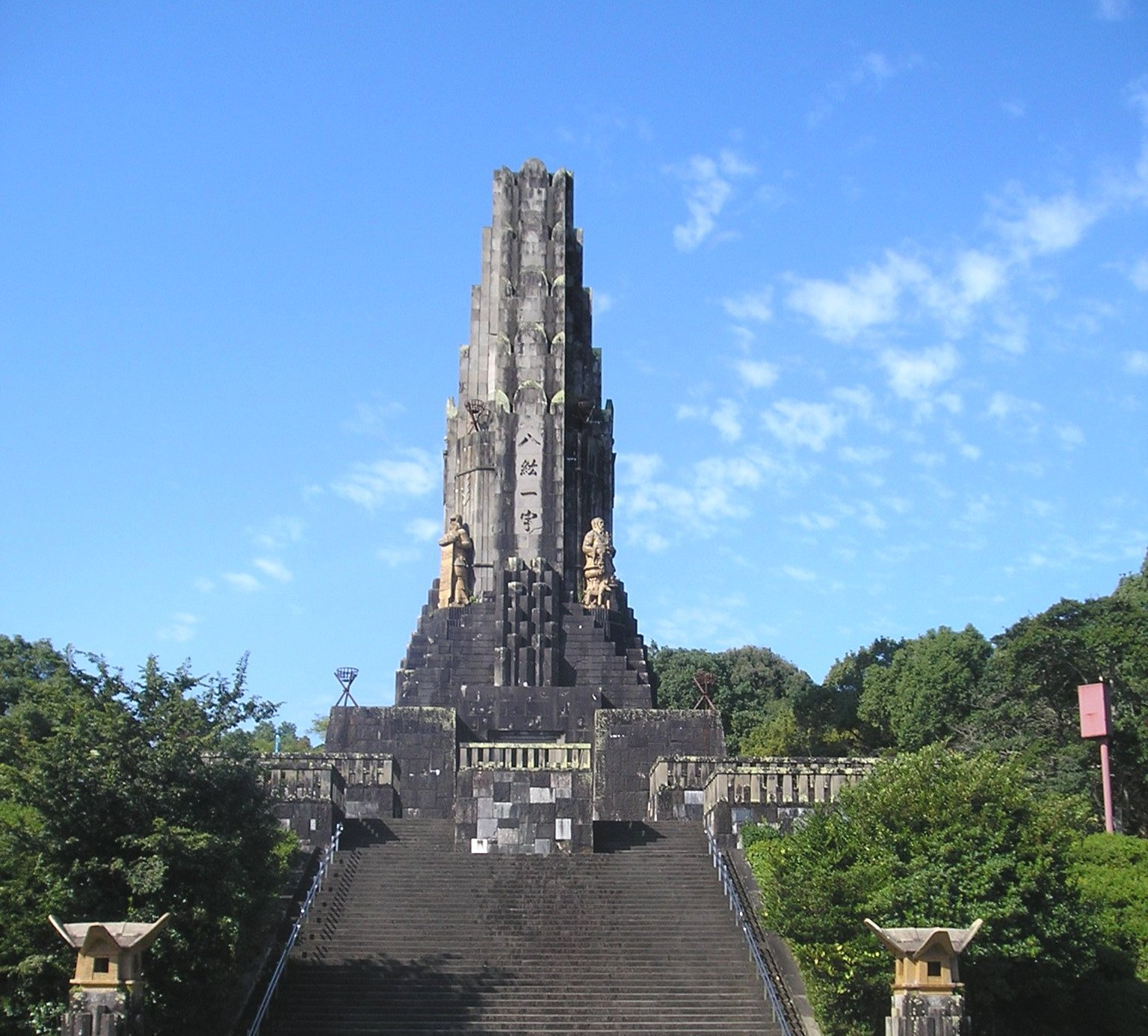
Сучасний вигляд вежу миру

36-метрова вежа була побудована в 1940 році, щоб ушанувати пам'ять першого японського імператора Дзімму. Оригінальна назва вежі була «Хакко Ічіу» що означає «Вісім регіонів світу під одним дахом», це було гасло імператорської армії Японської імперії. Вона була спроєктована паном Джицузо Хінаго, вежа була створена з каменів, зібраних на території нинішньої території Японської імперії, вартістю 670 000 єн. Напис «Хакко Ічіу» був видалений після поразки Японської імперії в другій світовій війні, за наполяганням американської окупаційної адміністрації. Вежа була початковою точкою естафети вогню літніх Олімпійських ігор 1964 року. Після Олімпійських ігор, які збіглися зі світовим інтересом до японської імператорської родини, місцева асоціація туризму успішно подала петицію до префектури Міядзакі з проханням повторно встановити символи «Хакко Ічіу».
Вежа була предметом багатьох суперечок, оскільки багато громадян післявоєнної Японії дивуються, як споруда, створена спеціально для передачі (символізації) японської могутності в період завоювань Японської імперії, тепер може бути символом миру. Деякі люди вважають, що відсутність документації щодо мілітаристського генезису цієї вежі віднімає від переосмисленої сили споруди як символ миру. Інші люди, які пережили військовий період, заявили, що ця вежа дозволяє передавати жахи війни від одного покоління до іншого.